# Kirill Kaprizov
Kirill Kaprizov (n. 26 aprilie 1997, Kuzedeevo⁠(d), Novokuznețki raion⁠(d), Regiunea Kemerovo, Rusia) este un jucător de hochei pe gheață ce a reprezentat Rusia, medaliat olimpic. A participat la o ediție a Jocurilor Olimpice (2018) în care a câștigat o medalie de aur.